# کوئین آن هیل (سیاتل)
کوئین آن هیل (به انگلیسی: Queen Anne, Seattle) یک منطقه مسکونی در شهر سیاتل، واشینگتن واقع در ایالات متحده آمریکا است. مساحت این محدوده ۷/۳ کیلومترمربع و جمعیت آن ۲۸/۰۰۰ نفر است.